# Робертсвил (Њу Џерзи)
Робертсвил (енгл. Robertsville) насељено је место без административног статуса у америчкој савезној држави Њу Џерзи.

## Демографија
По попису из 2010. године број становника је 11.297.
| Група             | 2000.    | 2010.         |
| Белци             | 0 (0,0%) | 9.145 (81,0%) |
| Афроамериканци    | 0 (0,0%) | 270 (2,4%)    |
| Азијати           | 0 (0,0%) | 1.324 (11,7%) |
| Хиспаноамериканци | 0 (0,0%) | 458 (4,1%)    |
| Укупно            | 0        | 11.297        |